# Dung dịch Ringer lactat
Dung dịch Ringer lactat (RL), còn được gọi là dung dịch natri lactat, là hỗn hợp của natri chloride, natri lactat, kali chloride và calci chloride tan trong nước. Dung dịch được sử dụng để bù dịch và chất điện giải ở những người có giảm thể tích tuần hoàn hoặc tụt huyết áp. Dung dịch cũng có thể được sử dụng để điều trị toan chuyển hóa và rửa mắt khi bị bỏng hóa chất. Ringer lactat có thể truyền tĩnh mạch hoặc tưới vào vùng bị ảnh hưởng.
Tác dụng phụ bao gồm phản ứng dị ứng, tăng kali máu, tăng thể tích tuần hoàn và tăng calci máu. Dung dịch này không thích hợp trong việc trộn với một số loại thuốc và một số khuyến cáo không nên sử dụng Ringer lactat và truyền máu cùng một lúc. Dung dịch Ringer's lactat có tỷ lệ nhiễm toan hạ chlor máu thấp hơn so với nước muối sinh lý thông thường. Sử dụng an toàn trong thời kỳ mang thai và cho con bú. Dung dịch Ringer's lactat thuộc họ dịch tinh thể, có tính đẳng trương.
Dung dịch Ringer được phát minh vào thập niên 1880; đến thập niên 1930 thì cho thêm thành phần lactat. Dung dịch truyền này nằm trong Danh sách các loại thuốc thiết yếu của Tổ chức Y tế Thế giới. Dung dịch Ringer lactat có sẵn dưới dạng thuốc gốc. Đối với những người bị rối loạn chức năng gan, Dung dịch Ringer acetat có thể là một lựa chọn thay thế tốt hơn, thay thế lactat bằng acetat. Ở vùng Scandinavia, Ringer acetat thường được sử dụng.

## Sử dụng trong y tế
Dung dịch Ringer lactat thường được sử dụng để bù dịch sau khi mất máu do chấn thương hoặc phẫu thuật.
Ringer lactat được sử dụng rộng rãi trong bù dịch hồi sức tích cực, ví dụ như đối với bệnh nhân bị viêm tụy, sốc giảm thể tích hoặc vết thương bỏng nặng. Vì lactat được chuyển hóa thành bicarbonat, nên thận trọng khi sử dụng vì bệnh nhân có thể bị nhiễm kiềm. Trong tình trạng nhiễm toan, chẳng hạn như tổn thương thận cấp, dung dịch Ringer lactate có thể có lợi vì các sản phẩm phụ của quá trình chuyển hóa lactat ở gan chống lại nhiễm toan. Trong hồi sức với số lượng lớn trong vài giờ, dung dịch Ringer lactate duy trì độ pH trong máu (cân bằng nội môi acid-base) ổn định hơn so với nước muối sinh lý.
Ringer lactat và các dịch tinh thể khác cũng được sử dụng để đưa thuốc vào cơ thể qua đường tĩnh mạch.

## Hoá học
Một lít dung dịch Ringer lactate chứa:
- 130–131 mEq ion natri = 130 mmol L−1
- 109–111 mEq ion chloride = 109 mmol L−1
- 28–29 mEq ion lactat = 28 mmol L−1
- 4–5 mEq ion kali = 4 mmol L−1
- 2–3 mEq ion calci = 1,5 mmol L−1

Ringer lactat có độ thẩm thấu là 273 mOsm L−1 và pH = 6,5. Lactat được gan chuyển hóa thành bicarbonat, có thể giúp điều chỉnh toan chuyển hóa.